# 黃竹坑醫院

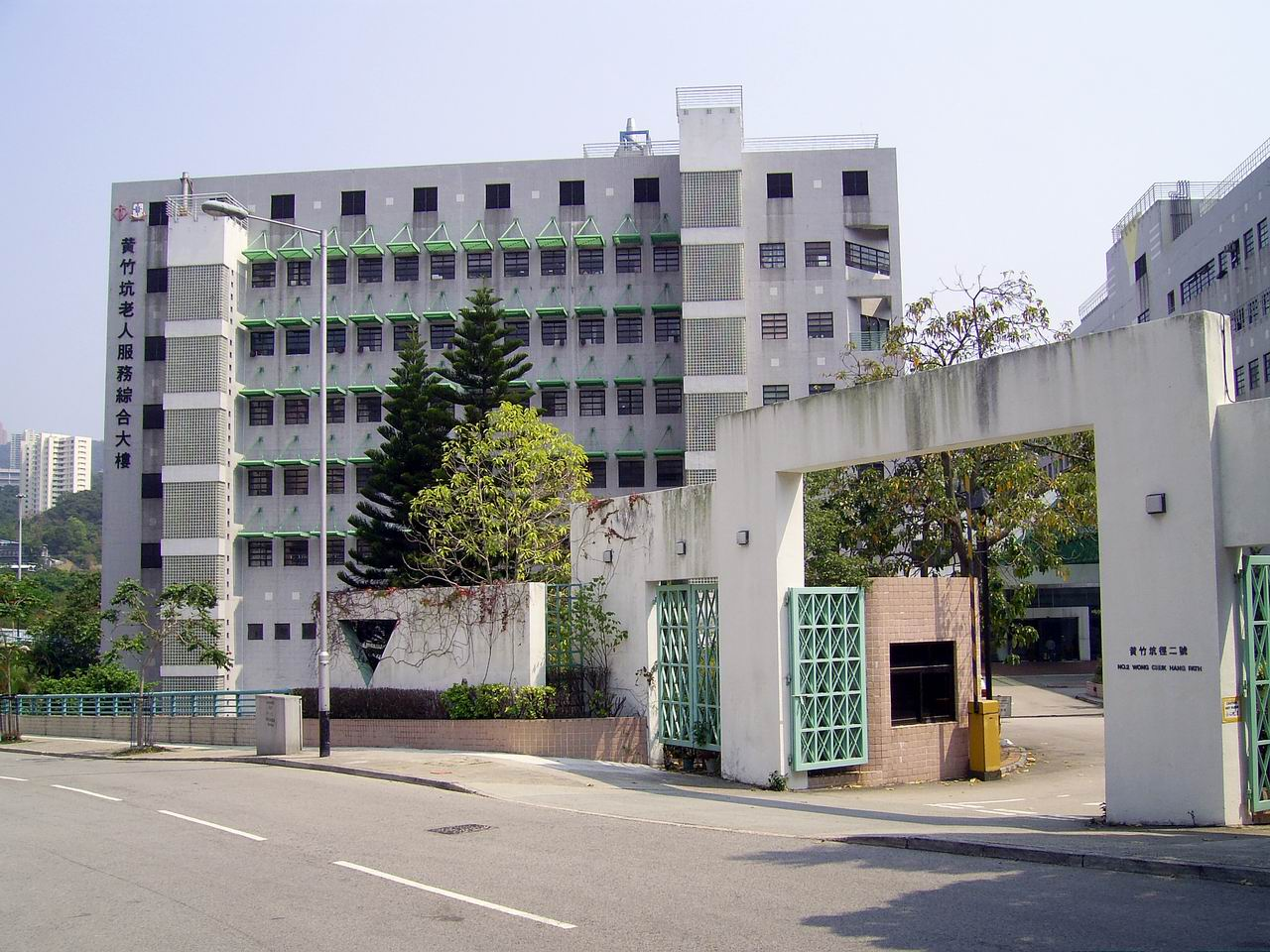
黃竹坑醫院近觀

黃竹坑醫院（英語：Wong Chuk Hang Hospital），是香港黃竹坑的一所提供延續護理服務的醫院，也是黃竹坑老人服務綜合大樓的其中一部分，由香港醫院管理局管理，隸屬港島東聯網。位於香港島黃竹坑徑2號。
黃竹坑醫院主力為年老的病人提供護理調養及復康服務，入住黃竹坑醫院的病人均須由醫生或其他機構轉介。成立此綜合大樓的目的，是為長者提供綜合的醫護服務。綜合大樓於1995年6月正式啟用，當中備有物理治療、職業治療、醫務社工、X光、藥劑、言語治療、營養輔導及牧靈服務。黃竹坑醫院位於香港島南區黃竹坑徑二號，為黃竹坑舊圍故址一部份，接近香港仔隧道出口及收費廣場，面對著海洋公園及壽臣山，葛量洪醫院就在附近，但後者隸屬港島西醫院聯網。
香港行政長官梁振英在2013年施政報告中，提出醫管局將與私營機構探討合作模式。2016年醫管局決定撥出黃竹坑醫院主大樓 A 座一樓，以合約形式與非政府機構保良局合作營辦療養服務，並已於約2016年12月起全面運作。首3年提供最多64張病床，並會視乎檢討結果考慮把服務延長2年。

## 建築
黃竹坑醫院建築外型酷似香港科技大學主體建築，兩者建築公司皆為關善明建築師事務所。